# Lokomotiva EM10

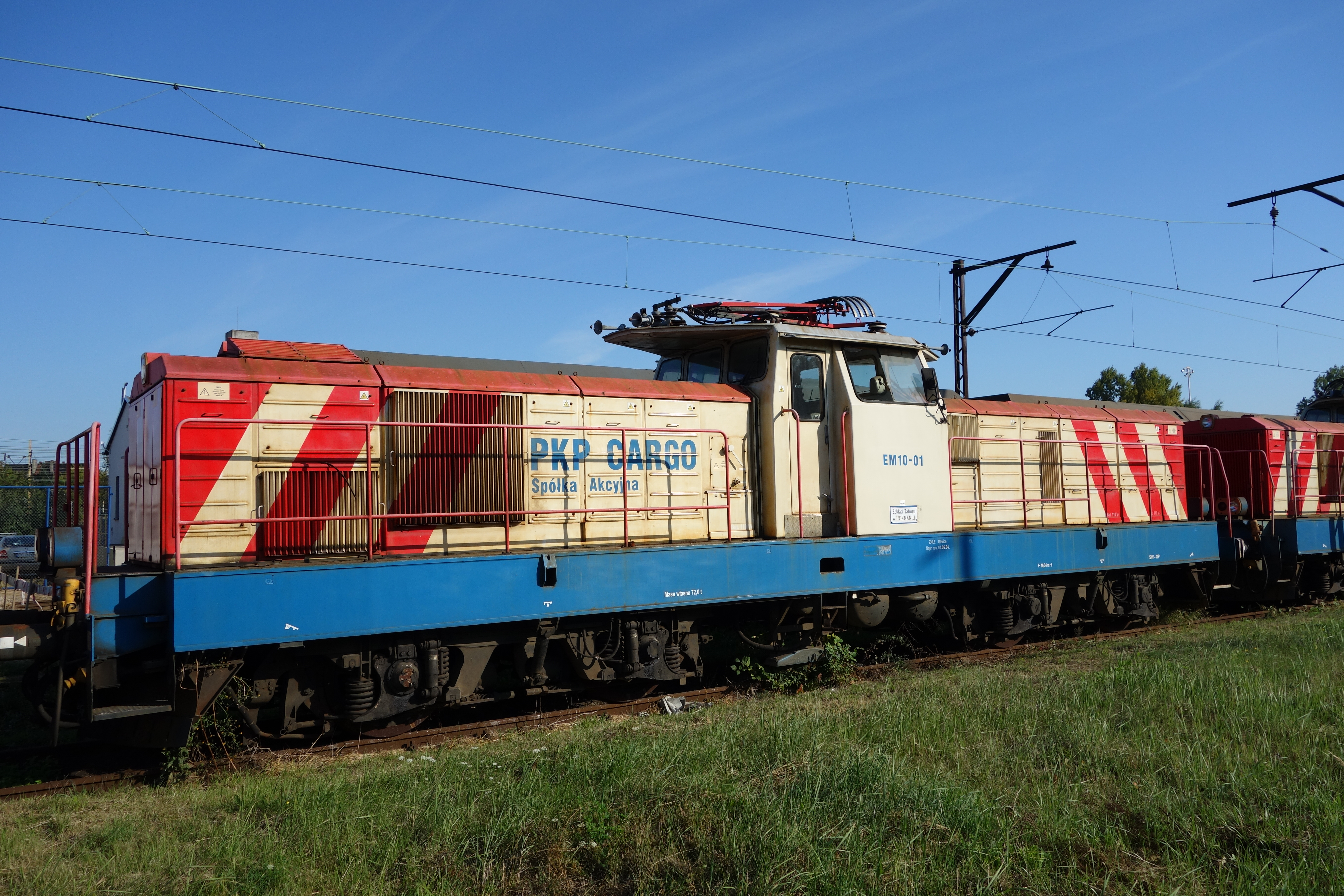
Lokomotiva EM10-01

Lokomotivy řady EM10 jsou čtyřnápravové stejnosměrné elektrické lokomotivy, které pro polské železnice Polskie Koleje Państwowe dodala společnost Cegielski v letech 1990-1991 v počtu 4 kusů.